# Conrad Giger
Conrad Giger (getauft 14. September 1559 in Basel; begraben 26. August 1635 ebenda) war ein schweizerischer Schreiner.

## Leben
Conrad Giger war Sohn des aus Pfullendorf stammenden Schreiners Mathis Giger des Älteren. Er lernte, wie seine beiden jüngeren Brüder Leonhard und Mathis, den Schreinerberuf. 1586 erwarb er das Zunftrecht der Basler Spinnwetternzunft. 1598 schuf er mit Hans Walter, Franz Pergo und seinem Bruder Mathis Giger das „Häuptergestühl“ für das Basler Münster. Nach 1600 wirkte er als Fürsprecher bzw. als Amtmann am Stadtgericht. 1613–1636 gehörte er dem Vorstand seiner Zunft an und war 1614–1635 auch als deren Schreiber tätig.